# رباط عجزي حرقفي أمامي
الرباط العجزي الحرقفي الأمامي مكون من عدة أربطة رقيقة، وهي تقوم بربط السطح الأمامي للجزء الجانبي من العجز بحافة السطح الأذني للحرقفة  و بالثلم الأذني. (بالإنجليزية: preauricular sulcus)‏